# Rue Saint-François (Quimper)
La rue Saint-François est une rue du centre-ville de Quimper.

## Origine du nom
La rue Saint-François est située à Quimper, en Bretagne.

## Situation et accès
La rue Saint-François se trouve au centre-ville de Quimper. Elle débute au croisement de la rue Kéréon et de la rue des Boucheries et se termine à la rue du Parc aux abords de l'Odet.

## Origine du nom
Son nom vient de l'ancien couvent Saint-François (ancien nom couvent des Cordeliers).

## Bâtiments remarquables
Les Halles Saint-François est un marché couvert ouvert en 1847.
La maison de Monsieur Salaun au 9 rue Saint françois,.